# Mosimanegape Ramoshibidu
Mosimanegape Ramoshibidu (né le 15 juin 1985 à Lobatse au Botswana) est un joueur de football international botswanais, qui évolue au poste de défenseur.

## Biographie

### Carrière en sélection
Mosimanegape Ramoshibidu reçoit 26 sélections en équipe du Botswana entre 2008 et 2013, sans inscrire de but.
Il joue son premier match en équipe nationale le contre 30 août 2008, contre le Lesotho (victoire 1-0). Il reçoit sa dernière sélection le 31 août 2013, contre l'Ouganda (défaite 1-3).
Le 7 septembre 2008, il dispute un match contre Madagascar rentrant dans le cadre des éliminatoires du mondial 2010 (défaite 1-0 à Antananarivo).
Il participe avec l'équipe du Botswana à la Coupe d'Afrique des nations 2012 organisée au Gabon et en Guinée équatoriale.